# Biển Visayas

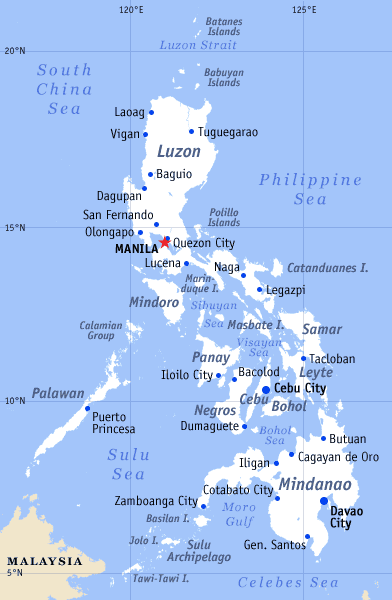
Vị trí biển Visayas

Biển Visayas là một biển nhỏ nằm trong quần đảo Philippines, nó bị vây quanh bởi ba mặt của quần đảo Visayas. Đông Visayas và Tây Visayas nằm ở phía đông và tây, trong khi Trung Visayas nằm ở phía nam. Biển này giáp với quần đảo Masbate về phía bắc, Leyte về phía đông, Cebu và Negros về phía nam, Paray về phía tây.